# STYのプロデュース作品
STYのプロデュース作品一覧は、日本の音楽プロデューサー・STYの全作品をまとめた項（別名義「lil'showy」含む）。

## 作品
ARIA
- 「Beautiful Life」（シングル）
  - 「Beautiful Life」
- 「Is This LOVE?」（シングル）
  - 「Is This LOVE?」
- 「Slow Jam」（シングル）
  - 「Is This LOVE?(STY Gin n' Tonic REMIX)」
- 「ARIA」（アルバム）
  - 「Beautiful Life」
  - 「Is This LOVE?」
  - 「Don't you」
- 「FALLIN'」（シングル）
  - 「FALLIN'」
- 「The Jukebox」（アルバム）
  - 「SHOUT!!!」
  - 「FALLIN'」
  - 「YOU SHOULD BE MINE」

ASY
- 「#Zero_ASY」（2014年6月25日）
  - 「Intro」
  - 「HEAVEN & EARTH」
  - 「NO」
  - 「SEE THE LIGHTS （Maozon Remix）」
  - 「FAR TO GO」
  - 「instagram madness」
  - 「young, poor, fabulous（Maozon Remix）」
  - 「HEAVEN & EARTH （Six Blade Remix）」
  - 「instagram madness （Makoto Remix）」
  - 「SEE THE LIGHTS」
  - 「young, poor, fabulous」

BoA
- 「I SEE ME」（配信限定シングル）
  - 「I SEE ME」
- 「Milestone」（DVDシングル）
  - 「Milestone」
  - 「I SEE ME」
- 「WHO'S BACK?」（アルバム）
  - 「Milestone」
  - 「I SEE ME」

BLACKMAR / ブラッくまぁ
- 「ブラッくまぁ体操第一」[1]

BRIGHT
- 「Brightest e.p. 02」（ミニアルバム）
  - 「Theme of BRIGHT 02」
  - 「Missin'U」
- 「BRIGHTEST STAR」（ミニアルバム）
  - 「Girls Party Time」
- 「ソライロ」（シングル）
  - 「My Girl」
  - 「STAY」（英アーティスト・エターナルのカバー）
  - 「ダンスイントロダクション」（DVD付のみ収録）
- 「手紙 feat. K」（シングル）
  - 「FREE YOUR MIND」（米アーティスト・アン・ヴォーグのカバー）
- 「I'll Be There」（シングル）
  - 「Killing Me Softly With His Song」（米アーティスト・ロバータ・フラックのカバー）
- 「Notes 4 You」（アルバム）
  - 「Interlude〜Brighten Up〜」
  - 「Watch Out」
- 「言葉にできなくて / Shining Butterfly」（シングル）
  - 「Shining Butterfly」
  - 「Natural Woman」（米アーティスト・キャロル・キングのカバー）
- 「IN HARMONY」（アルバム）
  - 「Shining Star」

CHEMISTRY
- 「Winter of Love」（アルバム）
  - 「It Takes Two 〜’08 winter ver.〜」

COLOR
- 「Summer time cruisin'」（シングル）
  - 「Summer time cruisin'」
  - 「What about us?」
- 「RED 〜Love is all around〜」（アルバム）
  - 「Summer time cruisin'」
  - 「What about us?」
- 「Midnight call」（シングル）
  - 「Midnight call」
- 「BLACK 〜A night for you〜」（アルバム）
  - 「mic check intro」
  - 「night interlude」
  - 「Midnight call」
  - 「X-GIRL」
  - 「BUDDY feat. J Soul Brothers」
  - 「What about us Pt.2」
  - 「ain't so easy」
  - 「24karats -type C- feat. DOBERMAN INC.」 （初回限定盤ボーナストラック）
- 「WHITE ～Lovers on canvas～」（アルバム）
  - 「CONFIDENTIAL LOVER」

DEEP
- 「Endless road」（シングル）
  - 「North Star」
- 「DEEP 〜brand new story〜」（アルバム）
  - 「INTERLUDE ～brand new story～」
  - 「HIGHER」
  - 「North Star」
  - 「WANNA DO」
- 「Callin You」（シングル）
  - 「Callin You」
- 「YOUR STORY」（アルバム）
  - 「Intro ～YOUR STORY～」
  - 「ROCK YOUR BODY」
  - 「Callin You」
- 「DEEP BEST」（アルバム）
  - 「Callin You」
- 「Love Light」（アルバム）
  - 「Love & Harmony～Interlude～」

Crystal Kay
- 「ALL YOURS」（アルバム）
  - 「Sugar Rain」
- 「Color Change!」（アルバム）
  - 「Good Times」
  - 「Time Goes By」

DOBERMAN INC
- 「THE BEST - TIME 4 SOME ACTION」（アルバム）
  - 「24karats -Type D.I.-」

EXILE
- 「ASIA」（アルバム）
  - 「最後の告白〜Stay Pt.2〜」
- 「EXILE EVOLUTION」（アルバム）
  - 「No Other Man feat. NaNa」
- 「時の描片〜トキノカケラ〜/24karats -type EX-」（シングル）
  - 「24karats -type EX-」
- 「EXILE LOVE」（アルバム）
  - 「Touch The Sky feat. Bach Logic」
  - 「24karats - Type EX -」
- 「EXILE ENTERTAINMENT BEST」（アルバム）
  - 「Touch The Sky feat. Bach Logic」
  - 「24karats - Type EX -」
- 「愛すべき未来へ」（アルバム）
  - 「THE NEXT DOOR」
- 「FANTASY」（シングル）
  - 「Make it last forever」
  - 「My Station」
  - 「24karats STAY GOLD」
- 「24karats GOLD SOUL」（シングル）
  - 「24karats GOLD SOUL」

EXILE TRIBE
- 「24karats TRIBE OF GOLD」（シングル）
  - 「Intro」
  - 「24karats TRIBE OF GOLD」
- 「EXILE TRIBE REVOLUTION」（アルバム）
  - 「24WORLD」
  - 「24karats TRIBE OF GOLD」

FAKY
- 「The One」（配信限定ミニアルバム）
  - 「Girl Digger」

J Soul Brothers
- 「FREAKOUT!」（シングル）
  - 「FREAKOUT!」
- 「J Soul Brothers」（アルバム）
  - 「FREAKOUT!」
  - 「IT’S ALRIGHT」
  - 「My Babygirl」

三代目 J Soul Brothers from EXILE TRIBE
- 「J Soul Brothers」（アルバム）
  - 「1st Place」
  - 「24karats STAY GOLD feat. 三代目 J Soul Brothers」
- 「FIGHTERS」（シングル）
  - 「FIGHTERS」
- 「0〜ZERO〜」（シングル）
  - 「(YOU SHINE) THE WORLD」
- 「冬物語」（シングル）
  - 「T.T.T. (Top to Toe)」[2]
- 「S.A.K.U.R.A.」（シングル）
  - 「S.A.K.U.R.A.」
- 「R.Y.U.S.E.I.」（シングル）
  - 「R.Y.U.S.E.I.」
- 「O.R.I.O.N.」（シングル）
  - 「O.R.I.O.N.」
  - 「S.A.K.U.R.A. -STY @ASYtokyo remix-」
  - 「R.Y.U.S.E.I. -Maozon @ASYtokyo remix-」
- 「PLANET SEVEN」（アルバム）
  - 「R.Y.U.S.E.I.」
  - 「S.A.K.U.R.A.」
  - 「O.R.I.O.N.」
  - 「O.R.I.O.N. -Maozon @ASYtokyo remix-」
- ｢STORM RIDERS feat.SLASH｣(シングル)
  - ｢J.S.B. DREAM｣
- ｢Summer Madness｣(シングル)
  - ｢Summer Madness｣
- ｢HAPPY｣(シングル)
  - ｢J.S.B. LOVE｣
- 「Yes we are」(シングル)
  - 「FIRE」
- 「Movin' on」(シングル)
  - 「Movin’ on」
- 「STARS」(シングル)
  - 「STARS」

MYNAME
- 「Message（Japanese ver.）」（シングル）
  - 「Summer Party」
- 「WE ARE MYNAME」（アルバム）
  - 「(IF YOU WANNA) BE MY BABY」
  - 「Anonymous」
- 「Shirayuki」（シングル）
  - 「MIRACLE」
- 「HELLO AGAIN」（シングル）
  - 「HELLO AGAIN」

NaNa
- 「Movin' On」（シングル）
  - 「Movin' On」

PaniCrew
- 「Growing & Learning」（シングル）
  - 「ESCAPE」

Rain (ピ)
- 「Eternal Rain」（アルバム）
  - 「Free Way (STY Gin n' Tonic Remix)」

RSP
- 「DICE」（アルバム）
  - 「GO ON BABY!」

SATOMI'
- 「SINGS 〜Winter, and Luv〜」（アルバム）
  - 「ALONE」
  - 「It's Just Love」（それぞれ岡本真夜・Misiaのカバー曲）

Sowelu
- 「24karats -Type s-」（シングル）
  - 「24karats -Type s-」

Tiara
- 「Magic☆」（シングル）
  - 「7 Days」

TSUYOSHI
- 「For Real」（ミニアルバム）
  - 「Ooooh」
  - 「Magic」

twenty4-7
- 「twenty4-7」（ミニアルバム）
  - 「BOUNCE to da BOUNCE」

YA-KYIM
- 「CAN YA FEEL?」（アルバム）
  - 「Rainbow」

上新功祐
- 「道しるべ」（アルバム）
  - 「Uh Huh」
  - 「僕が瞳を閉じると」
  - 「僕は歌うよ」

倖田來未
- 「4 hot wave」（シングル）
  - 「JUICY」
- 「Black Cherry」(アルバム）
  - 「JUICY」
- 「愛のうた」（シングル）
  - 「愛のうた (URBAN KISS Ver.)」
- 「BEST〜third universe〜 & 8th AL "UNIVERSE"」(アルバム）
  - 「Step Into My World」

清水翔太
- 「Umbrella」（アルバム）
  - 「UNHAPPY」

少女時代
- 「MR.TAXI」（シングル）
  - 「MR.TAXI」
- 「GIRLS’ GENERATION」(アルバム）
  - 「MR.TAXI」
  - 「you-aholic」
  - 「THE GREAT ESCAPE」
- 「Re:package Album "GIRLS' GENERATION" 〜The Boys〜」（アルバム）
  - 「THE GREAT ESCAPE (Brian Lee remix)」
  - 「MR.TAXI」
  - 「you-aholic」
  - 「MR.TAXI (Steve Aoki remix)」
- 「THE BEST」
  - 「MR.TAXI」

天上智喜
- 「Piranha」（シングル）
  - 「The Club (STY Gin n' Tonic Remix) feat. SEAMO 」
  - 「Just For One Day feat. JEJUNG from 東方神起 (Special Edition)」

東方神起
- 「Purple Line」（シングル）
  - 「Dead End (STY GIN N' TONIC MIX)」

日之内エミ
- 「片想い」（シングル）
  - 「片想い」
- 「ME...」（アルバム）
  - 「片想い」

松下優也
- 「SEE YOU」（シングル）
  - 「BEAUTIFUL GIRL」
- 「U 〜BEST of BEST〜」（アルバム）
  - 「BEAUTIFUL GIRL」

三浦大知
- 「Who's The Man」（アルバム）
  - 「SHINE」
- 「Turn Off The Light」（シングル）
  - 「別れのベル」
- 「D.M.」（アルバム）
  - 「4am」

宮野真守
- 「WONDER」（アルバム）
  - 「BODY ROCK」
- 「ヒカリ、ヒカル」（シングル）
  - 「DISCOTIQUE09」
- 「オルフェ」（シングル）
  - 「MOONLIGHT」
- 「FANTASISTA」（アルバム）
  - 「EGOISTIC」
- 「ULTRA FLY」（シングル）
  - 「IT'S THE TIME」
- 「カノン」（シングル）
  - 「THANK YOU 」
- 「NEW ORDER」（シングル）
  - 「NEW ORDER」
- 「PASSAGE」（アルバム）
  - 「passage,」
  - 「UNSTOPPABLE」
- 「BREAK IT!」（シングル）
  - 「BREAK IT!」
- 「FRONTIER」（アルバム）
  - 「FRONTIER」
- 「HOW CLOSE YOU ARE」（シングル）
  - 「BLACK OR WHITE」
- 「SHOUT!」（シングル）
  - 「SHOUT!」
- 「THE LOVE」（アルバム）
  - 「POWER OF LOVE」

山下智久
- 「A NUDE」（アルバム）
  - 「SING FOR YOU」
- 「遊（あそび）」（ミニアルバム）
  - 「PARTY'S ON」
- 「YOU」（アルバム）
  - 「B-A-N-G」（通常盤ボーナストラック）
- 「UNLEASHED」(アルバム)
  - 「LOOK AT ME, LOOK AT ME」

山田優
- 「free」（シングル）
  - 「free」

リア・ディゾン
- 「恋しよう♪」（シングル）
  - 「アイシテル〜Love Story」
- 「Love Paradox」（シングル）
  - 「Love Paradox」（ボーカル・プロデュースで参加）
- 「Communication!!!」（アルバム）
  - 「Thank You」

また、DJ MAYUMIやDJ MASTERKEYやDJ KAORIなどのDJに支持され、多くのMIX CDに作品が収録されている。